# 神田女学園中学校・高等学校
神田女学園中学校・高等学校（かんだじょがくえんちゅうがっこう・こうとうがっこう）は、東京都千代田区神田猿楽町二丁目にある私立の女子中学校・高等学校。高等学校においては、中学校からの入学者と高等学校からの入学者を第1学年から混合クラスを編成する併設混合型中高一貫校。

## 概要
初代東京市長松田秀雄、江戸時代からの礼法家小笠原清務、衆議院議員角田真平の3氏により1890年（明治23年）、神田区仲猿楽町（現在の西神田2丁目一帯）に神田高等女学校を創立。初代校長の竹澤里は、千葉県鴨川市の出身で、明治初期当時きわめて低調だった女子教育の必要性を痛感し、苦学力行、東京女子高等師範学校（現：お茶の水女子大学）を卒業後、創立教育界に入り女子教育の先駆者の一人である。
以来、関東大震災や太平洋戦争など、幾多の試練を乗り越えて神田女学園の伝統は脈々と受け継がれ、女子教育の輪を広げようとしている。
校訓は「誠・愛・勤・朗」、かつて理事長だった小熊又三によって『恕』の一言に要約された。『恕』とは孔子の論語にある言葉で、思いやりの心のこと。家庭的な校風である。
アルバイトと携帯電話は許可制。
ソフトボール部が全国レベルだが、以前の猿楽町校舎の校庭はテニスコートギリギリ一面分しかなかった。
岩波書店の創立者・岩波茂雄は青年時代、神田女学園で数多くの教科を担当する名物教師だった。

## 沿革
- 1890年 - 旧：神田猿楽町に神田高等女学校創立。
- 1917年 - 神田仲町に木造3階建ての新校舎完成。
- 1935年 - 現：猿楽町に鉄筋3階建ての校舎が完成する。
- 1948年 - 学制改革により神田女子高等学校設立。
- 1950年 - 神田女学園中学校・高等学校に改称。
- 2006年 - 校舎建て替えのため、6月に永田町（旧：千代田区立永田町小学校跡）に一時移転（2008年3月まで）。
- 2008年 - 校舎建て替え完了。

## 所在地
東京都千代田区神田猿楽町2-3-6

## 交通
出典 : 
| 路線名             | 最寄り駅     | 出口        | 徒歩所要時間 |
| ------------------ | ------------ | ----------- | ------------ |
| 都営三田線         | 水道橋駅     | A1          | 5分          |
| 都営三田線         | 神保町駅     | A5          | 5分          |
| 東京メトロ丸ノ内線 | 御茶ノ水駅   |             | 10分         |
| 東京メトロ丸ノ内線 | 後楽園駅     | 2番         | 12分         |
| 東京メトロ千代田線 | 新御茶ノ水駅 | B1          | 12分         |
| 東京メトロ東西線   | 九段下駅     | 7番・富士見 | 12分         |

## 制服
- 冬服 - ブレザー
- 夏服 - ニットベスト

## 著名な出身者
- 高木徳子 - 舞踏家
- 紅露みつ - 元国会議員
- 清川虹子 - 女優
- 北斗晶 - 元プロレスラー
- 瀬戸かずや - 元宝塚歌劇団花組男役
- 青木英李 - モデル